# .al
‎.al‏ دامنه اینترنتی کشور آلبانی است.